# Google Allo
Allo是Google开发的一个即时通讯应用，其内置了一个虚拟助手Google Assistant，还提供了“智能回复”功能，允许用户不用打字即可回复消息。Google在2016年5月18日的I/O大会首次宣布这款应用，并于2016年9月21日将其正式推出。这款应用同时提供Android和iOS版。Allo的加密功能被默认停用，被质疑可能導致被竊聽或被政府监视。現該項目已遭Google暫停開發，轉往新的RCS訊息應用Messages。2019年3月后停止工作。

## 软件历史
Google在2016年5月18日的开发者大会时宣布Allo将在2016年第二季度发布，并随后在2016年9月21日推出了该应用。

## 产品特点
Allo基于手机号码发送消息。

### 默认模式
通过Google的机器学习技术，Allo的“智能回复”功能在收到消息后将提供几个推荐的回复选项，用户可以从中选择一个答复。该技术也支持分析图像内容。与Google Inbox中的智能回复功能类似，随着时间的推移，推荐的回复内容会根据用户的使用习惯进行调整。Allo支持会话型虚拟助手Google Assistant。
“高呼或耳语”功能允许用户调整一个消息的字体大小，以此来表示说话的声音大小。
Allo还允许用户在发送照片前进行涂鸦。

### 隐身模式
隐身模式是一个可选模式，功能包括聊天记录自动删除、私密通知和端到端加密。使用Signal协议加密消息内容。
启用隐身模式后，将不能使用智能回复和Google Assistant功能。若此时用户收到一个设备上没有的贴图，应用将通过加密连接从Google服务器上检索对应的贴图包。

## 评价

### 虚拟助手
PC World的Mark Hachman赞扬了Allo中的虚拟助手Google Assistant，称这是“Cortana和Siri的升级版”。

### 訊息未加密
继Google在I/O大会上介绍Allo后，就有安全专家和隐私倡导者批评Google默认关闭端到端加密设置的决定，他们认为这会使应用被政府监视。棱镜计划告密人、前NSA职员爱德华·斯诺登在Twitter上批评了这个应用，称“Google默认禁用新推出的Allo聊天应用中端到端加密设置的决定很危险，这会使应用不安全。”Google产品安全团队的一位负责人Thai Duong曾在个人博客中表示他将推动增加一个让用户可以随时保持加密状态的设置，但他后来又收回了声明。

### 消息的保留
Allo刚刚宣布时，其开发者说服务器存储非匿名消息的时间非常短暂，即消息已运抵达目的地后，便会从Google的服务器自动删除。然而在产品推出后，Google却表示他们会将会永久存储所有非匿名消息（除非用户主动删除），并称这是为了让“智能回复”功能给用户更好的体验。The Verge的Russell Brandom评论称“这个决定将会对执法部门访问Allo消息的行为产生重大影响。现在，Allo的消息在默认情况下可以被执法部门访问，就像Gmail和Google环聊的消息数据一样。”

## 另请参阅
- 即时通讯软件比较
- Google Duo
- Google环聊
- Space (应用)（英语：Spaces (app)）

## 引用
1. 1 2 3 4 5 6  Gibbs, Samuel. . The Guardian. 2016-09-21  [2016-09-21]. （原始内容存档于2019-01-07） （英语）.
2. ↑  Reisinger, Don. . eWeek. QuinStreet Inc. 2016-09-23  [2016-09-23] （英语）.[]
3. 1 2  Lunden, Ingrid. . TechCrunch. AOL Inc. 2016-08-18  [2016-05-22]. （原始内容存档于2019-01-07） （英语）.
4. ↑  .   [2018-04-24]. （原始内容存档于2020-09-26）.
5. ↑  . Google. 2018-12-05  [2018-12-06]. （原始内容存档于2019-04-13） （英语）.
6. 1 2  Bohn, Dieter. . The Verge. Vox Media. 2016-05-18  [2016-09-22]. （原始内容存档于2019-01-07） （英语）.
7. ↑  Geuss, Megan. . Ars Technica. Condé Nast. 2016-05-18  [2016-05-22]. （原始内容存档于2020-12-23） （英语）.
8. ↑  Lee, Nicole. . Engadget (Opinion piece). AOL Inc. 2016-05-19  [2016-06-21]. （原始内容存档于2019-01-07） （英语）.
9. ↑  Google Inc. . Google Play. 2016-09-20  [2016-09-28]. （原始内容存档于2016-09-28） （中文（简体））.
10. ↑  Beres, Damon. . The Huffington Post. AOL Inc. 2016-05-18  [2016-05-18]. （原始内容存档于2019-01-18） （英语）.
11. 1 2  Greenberg, Andy. . Wired. Condé Nast. 2016-05-18  [2016-05-18]. （原始内容存档于2017-02-02） （英语）.
12. 1 2  Caroline. . Google Allo Help. Google.   [2016-09-25]. （原始内容存档于2017-10-09） （英语）.
13. ↑  Hachman, Mark. . PC World. IDG. 2016-09-22  [2016-09-23]. （原始内容存档于2016-09-23） （英语）.
14. 1 2  Tung, Liam. . ZDNet. CBS Interactive. 2016-05-20  [2016-05-21]. （原始内容存档于2016-05-21） （英语）.
15. ↑  Hackett, Robert. . Fortune. Time Inc. 2016-05-21  [2016-05-22]. （原始内容存档于2016-09-10） （英语）.
16. ↑  Conger, Kate. . TechCrunch. AOL Inc. 2016-05-20  [2016-05-21]. （原始内容存档于2020-08-25） （英语）.
17. ↑  Goodin, Dan. . Ars Technica. Condé Nast. 2016-05-20  [2016-05-21]. （原始内容存档于2017-07-09） （英语）.
18. 1 2 3  Brandom, Russell. . The Verge. Vox Media. 2016-09-21  [2016-09-21]. （原始内容存档于2021-01-06） （英语）.